# The ghosts of Pripyat
The ghosts of Pripyat is het eerste soloalbum van Steve Rothery, de gitarist van Marillion. De titel verwijst naar spookstad Pripjat, in 1986 ontruimd na de kernramp van Tsjernobyl.
Al vanaf het Marillionalbum Misplaced Childhood werd aan Rothery gevraagd of hij een soloalbum wilde opnemen. Een herhaling van dat verzoek door Miles Copeland tijdens de opnamen van Brave leidde uiteindelijk tot de band The Wishing Tree. Tijdens een gitaarfestival in oktober 2013 te Plovdiv, Bulgarije nam het eindelijk vaste vorm aan. Hij trad er met een aantal muzikanten uit de progressieve rock op. Hij zag wel mogelijkheden om die eenmalige gebeurtenis uit te werken. Er kwam via Kickstarter crowdfunding op gang (Marillion financierde hun albums door crowdfunding), die ruimschoots het beoogde bedrag bij elkaar bracht. Rothery dook met de musici de geluidsstudio in. Het album verscheen in februari 2015. Het album werd voorafgegaan door een livealbum, dat al in 2014 verscheen. Het album is geheel instrumentaal. 
De platenhoes is ontworpen door Lasse Hoile

## Musici
- Steve Rothery – gitaar
- Dave Foster – gitaar (Dave Foster speelt in Mr. So & So, een band die vaak optreedt in voorprogramma’s van Marillion)
- Yatim Halimi – basgitaar (uit de band Panic Room)
- Riccardo Romano – toetsinstrumenten, gitaar op The ghosts from Pripyat (uit de Italiaanse band Ranestrane)
- Leon Parr – slagwerk (uit de band Mosque)

Met
- Steve Hackett – gitaar op Morpheus en Old man of the sea
- Steven Wilson – gitaar op The ghosts of Pripyat

## Muziek
Alle muziek door Rothery en Foster.

| Nr. | Titel                 | Duur  |
| --- | --------------------- | ----- |
| 1.  | Morpheus              | 7:55  |
| 2.  | Kendris               | 6:09  |
| 3.  | Old man of the sea    | 11:42 |
| 4.  | White pass            | 7;51  |
| 5.  | Yesterday’s hero      | 7;21  |
| 6.  | Summer’s end          | 8:47  |
| 7.  | The ghosts of Pripyat | 5:32  |